# Resultados do Carnaval de Rio Claro (São Paulo)
Este anexo contém sobre os resultados do Carnaval de Rio Claro ano a ano.

## 2011
|   | Escolas              | Pts    |                | Ref         |
| - | -------------------- | ------ | -------------- | ----------- |
| 1 | Samuca               | 179,5  | Campeã de 2011 | [ 1 ] [ 2 ] |
| 2 | A Casamba            | 178,25 |                | [ 1 ] [ 2 ] |
| 3 | Unidos da Vila Alemã | 175,7  | [ 1 ] [ 2 ]    |             |
| 4 | Grasifs              | 173    | [ 1 ] [ 2 ]    |             |

## 2012
|   | Escolas              | Pts    |                | Ref         |
| - | -------------------- | ------ | -------------- | ----------- |
| 1 | Samuca               | 179,75 | Campeã de 2012 | [ 3 ] [ 4 ] |
| 2 | A Casamba            | 178,5  |                | [ 3 ] [ 4 ] |
| 3 | Grasifs              | 175,25 | [ 3 ] [ 4 ]    |             |
| 4 | Unidos da Vila Alemã | 175,5  | [ 3 ] [ 4 ]    |             |

## 2013
|   | Escolas              | Pts   |                | Ref         |
| - | -------------------- | ----- | -------------- | ----------- |
| 1 | Samuca               | 180   | Campeã de 2013 | [ 5 ] [ 6 ] |
| 2 | A Casamba            | 177   |                | [ 5 ] [ 6 ] |
| 3 | Grasifs              | 176,5 | [ 5 ] [ 6 ]    |             |
| 4 | Unidos da Vila Alemã | 176   | [ 5 ] [ 6 ]    |             |

## 2014
|   | Escolas              | Pts   |                | Ref         |
| - | -------------------- | ----- | -------------- | ----------- |
| 1 | Samuca               | 180   | Campeã de 2014 | [ 7 ] [ 8 ] |
| 2 | A Casamba            | 179.5 |                | [ 7 ] [ 8 ] |
| 3 | Grasifs              | 178.7 | [ 7 ] [ 8 ]    |             |
| 4 | Unidos da Vila Alemã | N/D   | [ 7 ] [ 8 ]    |             |

## 2015
| Grupo Especial | Grupo Especial   | Grupo Especial | Grupo Especial | Grupo Especial |
| Colocação      | Escola           | Pontos         | Desempate      | Ref.           |
| -------------- | ---------------- | -------------- | -------------- | -------------- |
| 1º             | Samuca           | 179,5          |                | [ 9 ]          |
| 2º             | Casamba          | 178,7          | Evolução       | [ 9 ]          |
| 3º             | UVA              | 178,7          |                | [ 9 ]          |
| 4º             | Grasifs          | 177,9          |                | [ 9 ]          |
| Blocos         |                  |                |                |                |
| Colocação      | Bloco            | Pontos         |                | Ref.           |
| 1º             | Império do Samba | 175            |                | [ 9 ]          |
| 2º             | Gaviões da Fiel  | 101,2          |                | [ 9 ]          |

## 2016

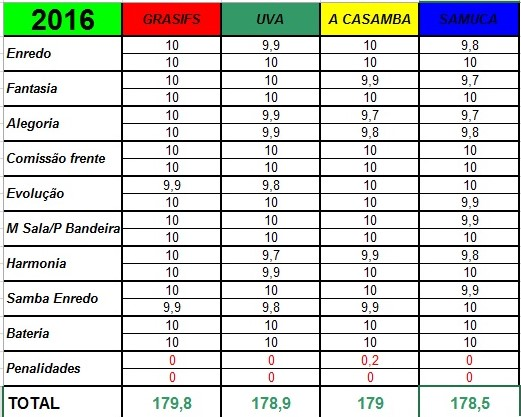
300 pxMapa de apuração de Rio Claro em 2016

| Grupo Especial | Grupo Especial | Grupo Especial | Grupo Especial |
| Colocação      | Escola         | Pontos         | Ref.           |
| -------------- | -------------- | -------------- | -------------- |
| 1º             | Grasifs        | 179,8          | [ 10 ] [ 11 ]  |
| 2º             | Casamba        | 179            | [ 10 ] [ 11 ]  |
| 3º             | UVA            | 178,9          | [ 10 ] [ 11 ]  |
| 4º             | Samuca         | 178,5          | [ 10 ] [ 11 ]  |